# Август Богохвальський

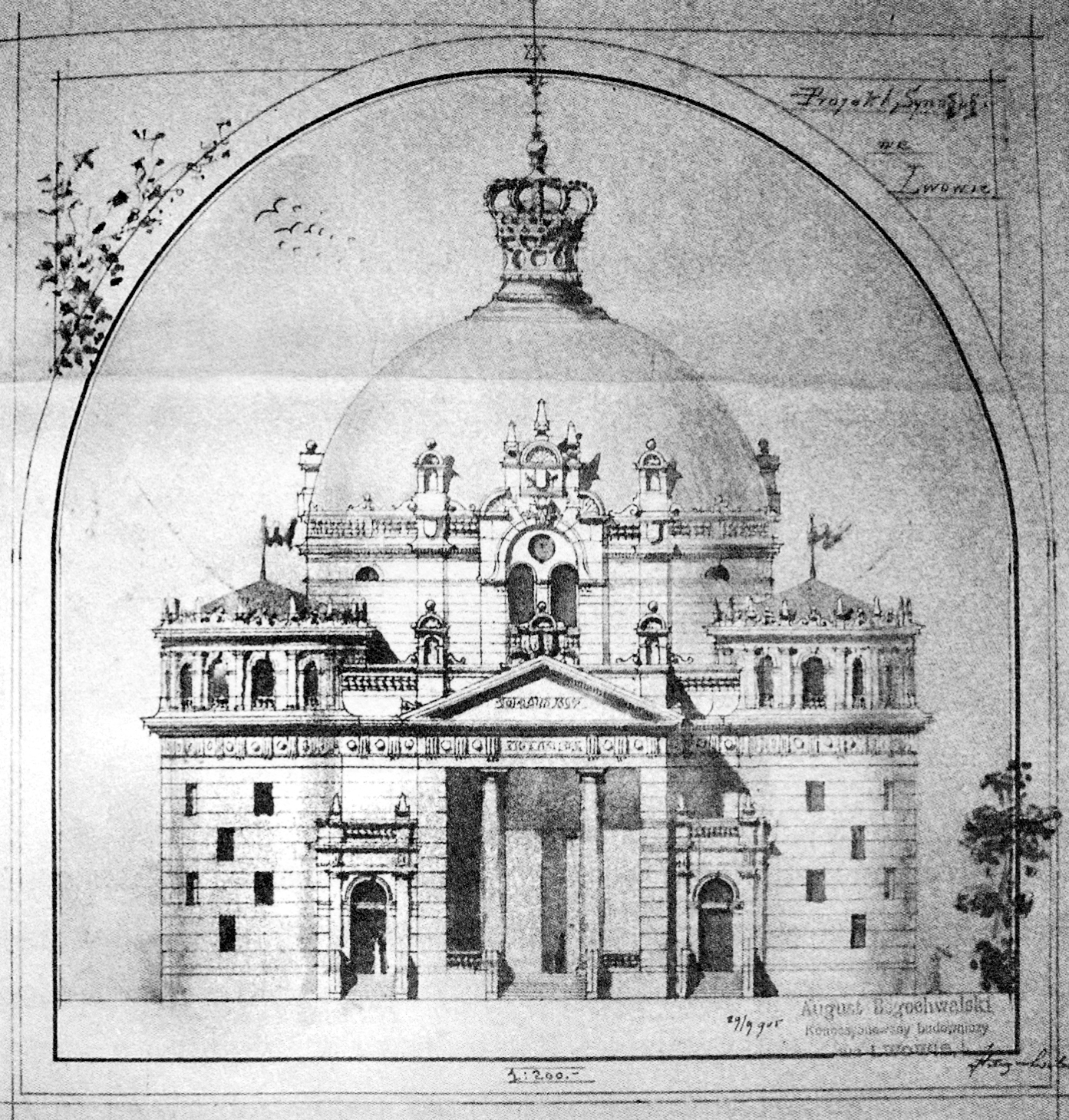
Проект нової синагоги прогресистів у Львові, 1905 рік

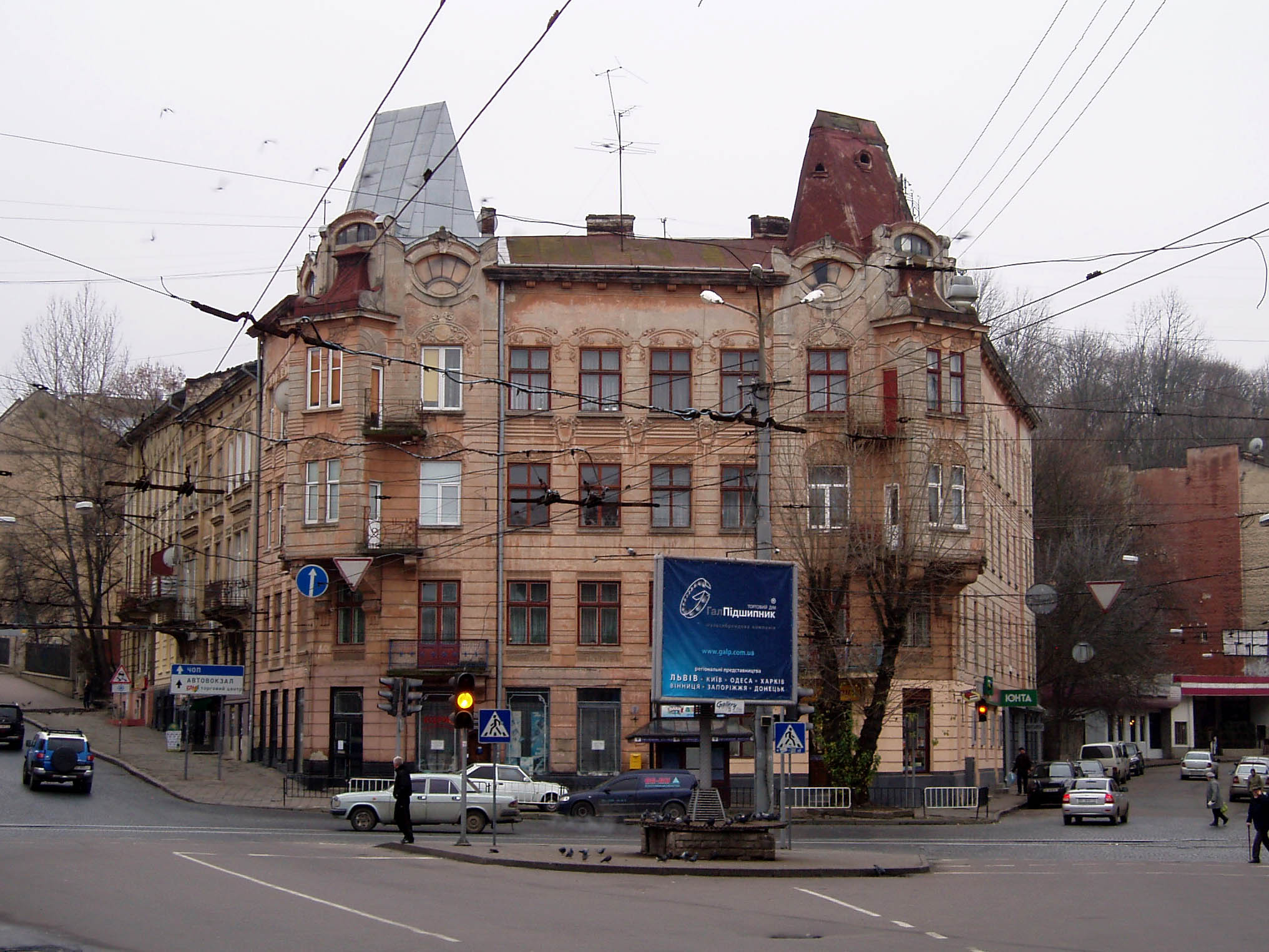
Будинок на вулиці Франка, 84 у Львові

Август Богохвальський (пол. August Bogochwalski, 1864 — 1 жовтня 1909, Львів) — архітектор, будівничий. Від 1890 працював у Львові. 1895 року отримав патент на ведення будівництва. Тоді ж заснував власну фірму. Використовував стилістичні форми історизму, модерну і народного зодчества.
Роботи Львові
- Добудова нових приміщень до будинку на вулиці Личаківській, 54 для потреб каменярського закладу Тадеуша Сокульського (1895)[1].
- Спорудження будинку жіночої семінарії на нинішній вулиці Туган-Барановського спільно з Юзефом Масловським. Проєкт Григорія Пежанського.[2].
- Добудова ательє фотографа Давида Мазура на нинішній вулиці Франка, 3 у Львові (1904)[3].
- Вілла директора Міського театру Людвіка Геллера на вулиці Мельника, 7 (1905).
- Житловий будинок на вулиці Донцова, 16 (1906).
- Житловий будинок на вулиці Франка, 84 (1905—1907).
- Житлові будинки на вулиці Кравчука, 10—14 (1906—1907).
- Скляне перекриття двору будинку на площі Ринок, 20 (1908)[4].
- Сецесійний житловий будинок на вулиці Руставелі, 32 (1909)[5].
- Житлові будинки на вулиці Глибокій, 8—10 (1910).

Нереалізовані
- Проєкт парафіяльного костелу в Тернополі (кін. XIX ст.). Ймовірно був виконаний у стилі історизму, не збережений[6].
- Проєкт пам'ятника Янові III для Тернополя. Макет, виконаний 1900 року фірмою Генрика Пер'є, експонувався у тернопільській ратуші[7].
- Одне з двох других місць на конкурсі проектів дому гімнастичного товариства «Сокіл» у місті Горліце (1904). Співавтор Адам Жардецький[8].
- Проєкт нової синагоги прогресистів у Львові (1905)[9].
- Проєкт реставрації домініканського костелу у Львові від 1906 року. Ймовірно, не реалізований.[10]

- Конкурсний проєкт торгового дому Бромільських у Львові, на розі нинішніх проспекту Шевченка, 6 та вулиці Чайковського, третя нагорода (1909)[11].